# Amaranthus rhombeus
Amaranthus rhombeus är en amarantväxtart som beskrevs av Robert Brown. Amaranthus rhombeus ingår i släktet amaranter, och familjen amarantväxter. Inga underarter finns listade i Catalogue of Life.